# Сильвестр Нтібантунганья
Сильвестр Нтібантунганья (нар. 8 травня 1956) — політичний діяч Бурунді. Був спікером Національної асамблеї з грудня 1993 до 1 жовтня 1994, а також президентом країни з 6 квітня 1994 до 25 липня 1996 року.